# Принцип на Питър
Наречен на името на своя откривател Лорънс Дж. Питър, Принципът на Питър е публикуван за пръв път през 1969 година в едноименната книга на Лорънс Дж. Питър и Реймънд Хул, където в хумористичен стил са изложени възгледите на авторите.
В общи линии Принципът на Питър гласи:
В една йерархия всеки се стреми да достигне своето ниво на некомпетентност.
Питър прави своите наблюдения в системата на канадското образование.
Един от многото примери за действието на принципа е този с учителя, който е много добър педагог и бива повишаван в йерархията, докато не става училищен съветник. На този пост той не върши никаква работа, защото тук не се изисква педагогически опит, а съвсем други – управленски – качества. Учителят е достигнал своето ниво на некомпетентност.
Друг пример е този с офицера, който бива непрекъснато повишаван за успехите си на бойното поле. Накрая той бива назначен на дипломатическа мисия, където има пълен неуспех – с другите дипломати той се държи така, както е свикнал да общува с войниците си на бойното поле. На този си пост офицерът е достигнал своето ниво на некомпетентност.
Под йерархия Питър разбира организация, чиито членове или служещи са подредени по ранг, степен или класа. Единственото ограничение в принципа е, че йерархията трябва да е достатъчно висока, т.е. да съдържа достатъчно на брой стъпала или степени.
От принципа на Питър произтичат два основни извода:
- работата се върши от хората, които още не са достигнали своето ниво на некомпетентност;
- след известно време всяка позиция в дадена йерархия се заема от сътрудник, който е неспособен да си върши работата.

На произтичащия от втория извод въпрос: Кой тогава върши работата в една такава йерархия, Питър отговаря, че не всички достигат едновременно своето ниво на некомпетентност и работата се върши от тези, които не са достигнали още своето ниво на некомпетентност.